# 阮文仁

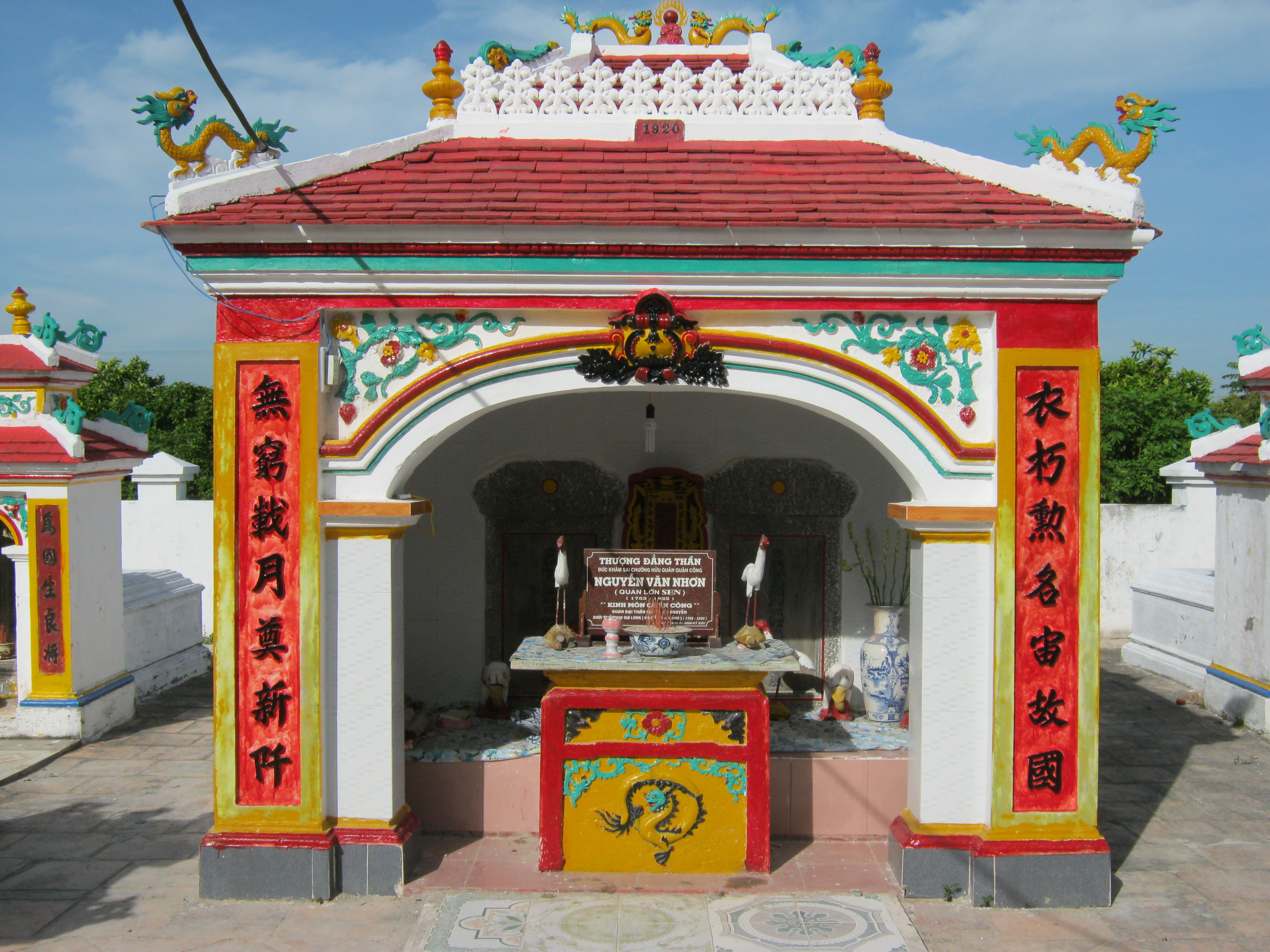
阮文仁墓

阮文仁（越南语：／；1753年—1822年）越南阮朝初期將領，在協助阮福映奪取越南皇位中起重要作用。
阮文仁是安江永安（今同塔省沙瀝市）人，為明德侯阮光之子。1774年，西山起義軍攻打邊和鎮的赤藍時，阮文仁響應阮主政權的勤王號召，糾集民兵支持阮主，被任命為隊長。阮文仁跟隨阮福淳來到嘉定（今胡志明市），與宋福和一起駐守鳥甘。1776年，西山軍攻打嘉定，阮文仁隨宋福和率軍援救，擊退了西山軍，阮文仁被升為該隊。
1777年，阮福淳在巴越遭到西山軍的擒殺，阮文仁逃走。同年阮福映在龍川（今金甌省）起兵抗擊西山軍，阮文仁與楊公澄一起在沙瀝舉兵響應。次年晋升為該奇。1782年，西山軍攻佔嘉定，阮文仁隨阮福映逃往富國島。不久阮福映便收復了嘉定，晋升阮文仁為右算軍。
1783年，阮福映再次戰敗，逃往暹羅。阮文仁與楊公澄率領水軍，準備前往追隨阮福映；但途中遇到了從暹羅回國的阮秦、黎尚，楊公澄、阮秦、黎尚於是一起佔據了龍川，對抗西山軍。阮文仁則前往暹羅首都曼谷通報阮福映。但他歸國的時候楊公澄已被西山軍所殺。阮文仁又前往扛坎島，跟隨黃進景建造兵船。
1787年，阮福映從暹羅回國，阮文仁前往沙瀝招募舊部，升神策衛欽差屬內該奇。1794年，西山朝太尉阮文興攻打富安，阮文仁戰敗，退往龍岡。西山軍派陳光耀包圍阮軍的皇太子阮福景於延慶（今慶和省），阮文仁據守龍岡，與延慶城相呼應。
1795年，西山朝駐守歸仁的司隸黎忠率軍南下攻打平順。阮文仁率軍將其擊退。此戰之後，阮文仁以年老多病為由提出要退隱，但遭到阮福映的拒絕，隨後被任命為鎮邊（今邊和省）留守。阮文仁雖然沒有文化，但他在此任內開始拜師讀書，涉獵經史。
1797年，阮福映親征歸仁，任命阮文仁為掌奇，輔佐皇二子阮福曦留守嘉定。在任期間勸課農桑，將嘉定治理地很好。
1802年，阮福映統一越南，建立阮朝，改元嘉隆。阮文仁被任命為掌振武軍郡公。阮文仁向嘉隆帝上表，提出廣求賢才、制定法度、設立學校、勸課農桑等等十四條建議，被嘉隆帝一一採納。
1808年，阮文仁取代阮文張，成為嘉定總鎮，遙領平順、河僊二鎮。同年暹羅入侵真臘，阮文仁率軍來到暹羅邊境，迫使其撤軍。1811年，自稱有疾，上表請求辭職，得到准許。黎文悅取代了他，成為新的嘉定總鎮。
1819年，嘉隆帝欲徵調真臘的農夫來開鑿永濟運河。阮文仁認為這會引起真臘人的不滿，強烈反對。嘉隆帝接受了他的建議，並重新任命他為嘉定總鎮。翌年入京弔唁嘉隆帝。1821年因明命帝準備去北圻巡視，阮文仁被明命帝召回順化，任命為董理軍國重事，輔佐皇太子阮福綿宗（即後來的紹治帝）。1822年，阮文仁在順化逝世，享年70歲。明命帝為他輟朝三日，追贈他為翊運同德功臣，特進柱國、上將軍、上柱國、太保郡公，諡忠謹。1824年，附祀於阮福映的世廟，又祀於中興功臣廟。1831年，追贈佐運功臣，特進壯武將軍、右軍都統府掌府事，改諡穆憲，追封荊門郡公（越南语：／）。
阮文仁的墳墓位於今越南南部同塔省的沙瀝市。
阮文仁與阮文張、阮黃德、黎文悅、張進寶五人，並稱為「嘉定五虎將」。